# Emil Abderhalden
Emil Abderhalden, född 9 mars 1877 i Oberuzwil i kantonen Sankt Gallen, död 5 augusti 1950 i Zürich, var en schweizisk-tysk fysiolog och biokemist. Han forskade kring proteiner och enzymer samt ämnesomsättningen inom cellen och socialhygien. Vissa av hans centrala forskningsresultat kom dock att ifrågasättas redan på 1920-talet, och betraktas idag inte längre som korrekta.

## Utbildning och karriär
Abderhalden blev student 1895, och medicine doktor i Basel 1902 på avhandlingen Einfluss des Höhenklimas auf die Zusammensetzung des Blutes. Han förordnades till docent i Berlin 1904 samt kallades 1908 till professor i fysiologi vid veterinärhögskolan i Berlin och 1911 vid medicinska fakulteten i Halle an der Saale.

## Biokemisk och fysiologisk forskning
Aberhaldens tidiga vetenskapliga arbeten var huvudsakligen inriktade på frågan om olika järnpreparats övergång från matsmältningsapparaten till blodet och om dessas betydelse för hemoglobinbildningen. Sedan han flyttat till Berlin, riktade han sitt främsta intresse åt proteinernas kemi och utförde dels som elev till Emil Fischer, dels självständigt och under medverkan av ett stort antal medarbetare mycket omfattande undersökningar inom detta område. Resultaten sammanfattade han i Neue Ergebnisse auf dem Gebiete der physiologischen Chemie (1911). I anslutning till dessa arbeten studerade han mer djupgående det av Otto Loewi och Henriques tidigare behandlade problemet om den betydelse proteinernas nebrytningsprodukter äger vid upptagningen av proteiner och överhuvudtaget vid proteiners förhållande i kroppen.
En sammanställning av de av honom och hans medarbetare därvid uppnådda resultaten föreligger i Synthese der Zellbausteine in Pflanze und Tier (1912). Mycket stor uppmärksamhet fick hans hypoteser kring kroppens "skyddsferment" (Abwehrfermente, 1912; 4:e uppl. 1914), där han menade att den immunologiska responsen orsakades av produktion av proteaser. Mot hans resultat riktades emellertid redan på 1920-talet viktiga invändningar, då oberoende forskare inte lyckades upprepa hans resultat, men hans ställning i Tyskland var så stark att vissa inhemska kritiker höll tyst. Hans forskning kring "skyddsfermenten" har senare ansetts innehålla vetenskapliga oegentligheter.
Vid sidan av de många experimentella arbeten, som Aberhalden och hans medarbetare utförde under flera decennier – de uppgick till mer än 500 –, hittade han också tid att författa en utförlig Lehrbuch der physiologischen Chemie (1908; 4:e uppl. i 2 bd, 1921) samt redigera flera omfattande samlingsverk, bland annat Biochemisches handlexikon (9 band, 1910-1915), Handbuch der biochemischen Arbeitsmethoden (11 band, 1909-1919), som senare kom ut i en ny upplaga med titeln Handbuch der biologischen Arbeitsmethoden, samt Fortschritte der naturwissenschaftlichen Forschung (10 band, 1910-1914). Han startade 1914 Zeitschrift für Fermentforschung och var medutgivare av Pflügers Archiv für die gesamte Physiologie som påbörjades av Eduard Pflüger.

## Övrigt
Aberhalden var en stark nykterhetsvän, och sammanställde en omfångsrik bibliografi över alkohollitteraturen. Under och efter
första världskriget bedrev han en intensiv verksamhet för att bereda vård åt tyska barn i Schweiz. Utan att tidigare varit aktiv i nazistpartiet ställde han efter Adolf Hitlers maktövertagande sin forskning i den nationalsocialistiska statens tjänst. År 1934 blev han medlem i det nationalsocialistiska lärarförbundet, och var aktiv i arbetet med att befordra den tyska rasrenheten. 
Aberhalden invaldes 1912 som ledamot av Leopoldina. Han tilldelades 1921 Berzeliusmedaljen av Svenska läkaresällskapet.

## Eftermäle
Asteroiden 15262 Abderhalden är uppkallad efter honom.

## Övriga skrifter i urval
- Schutzfermente des tierischen Organismus (1912)
- Lehrbuch der physiologischen Chemie (5:e utgåvan 1923)
- Handbuch der biochemischen Arbeitsmethoden (1909-1918)
- Biochemisches Handlexikon (elva band, 1911-24)
- Handbuch der biologischen Arbeitsmethonden (nio band 1900-19)